# شهدخوار مسی
شهدخوار مسی (نام علمی: Cinnyris cupreus) نام یک گونه از سرده ریزشهدخوارها است.